# Промишленост на България
Като индустриализирана нация България има добре развита тежка и лека промишленост, която допринася за 32,1% от БВП на страната за 2006 г. Това прави българската промишленост втори по важност за икономиката сектор след този на услугите. За начало на индустриалното развитие може да се счита построяването на първата българска фабрика в Сливен през 1834 г. До Освобождението обаче няма голямо развитие.

## История на българската промишленост

### Промишлеността от Освобождението до Деветосептемврийския преврат
След края на Руско-турската освободителна война България е почти изцяло бедна земеделска страна. Въпреки това между 1880 и 1900 г. започва бързо развитие. В този период се развива предимно леката промишленост, построени са множество текстилни и мебелни фабрики, както и няколко бирени фабрики. Голям напредък е отбелязан в периода между двете световни войни – 1919 – 1941. След рязък икономически спад вследствие на загубата през Първата световна война започва интензивната модернизация и разширението на промишления сектор.

### Промишлеността по време на социализма
След 9 септември 1944 г. започва най-мащабното развитие на промишления сектор в българската история. Всички отрасли увеличават значително дела си, построени са големи промишлени комплекси („Кремиковци“, „Червена могила“), създадени са голям брой електроцентрали, военни заводи, химически заводи, научно-експериментални бази. Построена е АЕЦ „Козлодуй“ (1974).
- През 1940-те години главната задача на Българската комунистическа партия е възстановяването на щетите от Втората световна война. Строят се главно пътища, железници и неголеми заводи.
- През 1950-те години започва масивно разширяване на електропреносната мрежа. Построени са множество ВЕЦ, както и няколко ТЕЦ. Значително се увеличава въгледобивът. За първи път е извлечен нефт край Шабла. Първо телевизионно предаване от БНТ (26 декември 1959).
- През 1960-те години са създадени оръжейни заводи, металургични комбинати. Сътрудничество със СССР в космическите разработки. Ускорено развитие на ядрената енергетика. Създаване на заводи за усъвършенствана електротехника. Откриване на най-големия металургичен комбинат „Кремиковци“.
- През 1970-те години продължава увеличаването на дела на промишления сектор в икономиката. Построена е АЕЦ „Козлодуй“. Излита първият български космонавт Георги Иванов (10 април 1979).
- През 1980-те години България става една от първите страни, произвеждащи компютри за масова употреба. Страната вече произвежда всички видове високи технологии – електроника, космически апаратури и т.н.

### Промишленост в периода след 10 ноември 1989 г.
След разпадането на социалистическата система България, както другите източноевропейски страни, започва да отслабва в промишлено отношение. Предприятия работят на загуба още от 80-те години. Закрити са много предприятия на тежката промишленост, други фалират. Драстично спада износът на технологични продукти. В последните пет-шест години, обаче, се отчита ръст на промишлеността, най-вече във връзка с европейското финансиране и членството в ЕС, което позволява външни инвестиции в ДМА (основен капитал). Много компании са приватизирани и „заредени“ със свежи капитали.

## Сектори

### Текстилна промишленост
Природните и социално-икономическите фактори са обусловили формирането на четири района на текстилната промишленост в България със съответната специализация:
1. Софийски – обхваща София и областите Софийска, Пернишка и Кюстендилска;
2. Габровски – обхваща Габровска област;
3. Пловдивски – обхваща Пловдивска и Пазарджишка области. Специализацията е в производството на памучен и вълнен текстил, както и на килими и одеяла;
4. Сливенски – обхваща Сливенска и Ямболска области, а центрове са Сливен, Ямбол и Котел. Специализацията е в производството на вълнен и памучен текстил и килими.

30 % от общата продукция на текстилната промишленост в България дава памукотекстилната. Поради вноса на скъпа суровина, предимно от Казахстан, Индия и Египет, делът ѝ намалява. Началото на производството на памучен текстил в България е поставено с откриването на фабрика в Ямбол през 1903 г. За периода 1939 – 1980 г. се отчита десет пъти ръст в производството, а в следващите двадесет години – четири пъти спад.

### Машиностроене
В България е сравнително добре развито корабостроенето с водещи корабостроителници Варна , Русе  и Бургас . Произвежданите кораби са с различен тонаж и предназначение главно танкери, за насипни товари, пътнически, речни тласкачи и шлепове и др.
Автомобилостроенето в България е сравнително млад подотрасъл на транспортното машиностроене. В близкото минало са произвеждани редица марки леки автомобили ”Фиат”, ”Рено”, ”Москвич”, ”Роувър” в Ловеч, Пловдив и Варна, като през 2011 се произвежда единствено автомобили по лиценз на Great Wall Motors от Литекс Моторс България чиито производствени мощности са 50 000 автомобила годишно, но бяха построени десетки заводи за автомобилни части.

### Фармацевтична индустрия
| Силни страни | Слаби страни |
| Опит в производството на фармацевтични продукти с широко приложение; ниска степен на производствените разходи; спазване на разпоредбите на ЕС в областта; значителни инвестиции в модернизация на местните производствени мощности; голям брой аптеки. | Относително малък вътрешен пазар; сравнително ниски нива на възстановяване; неефективно управление и дългове, натрупани от местните болници. |

### Електротехническа промишленост
в България